# سپیروس فوکاس
سپیروس فوکاس (یونانی: Σπύρος Φωκάς؛ ۱۷ اوت ۱۹۳۷ – ۱۰ نوامبر ۲۰۲۳ ) بازیگر اهل یونان بود. وی از سال ۱۹۵۹ میلادی تا ۲۰۱۹ مشغول فعالیت بود.
از فیلم‌ها یا برنامه‌های تلویزیونی که وی در آن نقش داشته است می‌توان به شفت در آفریقا، رمبو ۳، روکو و برادرانش، مردی برای سوزاندن و ترس، جواهر نیل و مسالینا اشاره کرد.